# ميشال دلبيش
ميشال دلبيش (بالفرنسية: Michel Delpech)‏ ‏ (26 يناير 1946 - 2 يناير 2016) هو مُغني فرنسي مشهور في الستينات وبداية السبعينات من القرن العشرين. ولد في 26 يناير/كانون الثاني 1946 في كوربفوا، فرنسا واشتُهر بالعديد من الألبومات، ومن أشهر أغانيه Wight Is Wight وPour un flirt. بالإضافة إلى شهرته في فرنسا وأوروبا، كان يتمتع بشعبية كبرى في بلدان الشرق الأوسط.

## وصلات خارجية
- ميشال دلبيش على موقع IMDb (الإنجليزية)
- ميشال دلبيش على موقع ألو سيني (الفرنسية)
- ميشال دلبيش على موقع ميوزك برينز (الإنجليزية)
- ميشال دلبيش على موقع أول ميوزيك (الإنجليزية)
- ميشال دلبيش على موقع ديسكوغز (الإنجليزية)
- ميشال دلبيش على موقع قاعدة بيانات الفيلم (الإنجليزية)

- الموقع الرسمي